# Asemanabad
Āsemānābād (farsi اسمان اباد) è una città dello shahrestān di Shirvan va Chardaval, circoscrizione Centrale, nella provincia di Ilam. Aveva, nel 2006, una popolazione di 5.899 abitanti.